# Philippe Demarle
Philippe Demarle est un acteur français.

## Théâtre
- 1982 : Arlequin poli par l'amour de Marivaux, mise en scène Brigitte Caracache, Théâtre du Lucernaire
- 1986 : Californie paradis des morts de faim d'après Sam Shepard, mise en scène Marcel Maréchal, Théâtre La Criée
- 1986 : Britannicus de Racine, mise en scène François Rancillac, Théâtre de la Bastille
- 1987 : Hamlet de William Shakespeare, mise en scène Daniel Mesguich, Théâtre Gérard Philipe
- 1988 : Combien de nuits faudra-t-il marcher dans la ville ? de Catherine Anne, mise en scène de l'auteur, Théâtre de la Bastille
- 1988 : Le Nouveau Menoza de Jakob Michael Reinhold Lenz, mise en scène François Rancillac, Festival d'Alès, Festival d'Avignon
- 1989 : La Bonne Mère de Carlo Goldoni, mise en scène Jacques Lassalle, Théâtre national de Strasbourg
- 1989 : Combien de nuits faudra-t-il marcher dans la ville ? de Catherine Anne, mise en scène de l'auteur, Théâtre des Treize Vents
- 1989 : Le Bourrichon, comédie rurale de Joël Jouanneau, mise en scène de l'auteur, Festival d'Avignon, Théâtre Ouvert
- 1990 : Pathologie Verbale III L'Ordre du discours, mise en scène Thierry Bédard, Théâtre de la Bastille
- 1990 : Les Enfants Tanner de Robert Walser, mise en scène Joël Jouanneau, Théâtre de la Bastille
- 1990 : En attendant Godot de Samuel Beckett, mise en scène Joël Jouanneau, Théâtre Nanterre-Amandiers
- 1991 : Poker à la Jamaïque d'Evelyne Pieiller, mise en scène Joël Jouanneau, Festival d'Avignon, Odéon-Théâtre de l'Europe
- 1992 : La Place royale de Corneille, mise en scène Brigitte Jaques, Théâtre de la Commune
- 1992 : Parades de Jean Potocki, mise en scène François Kergourlay
- 1993 : Henry VI de William Shakespeare, mise en scène Stuart Seide, Théâtre de Gennevilliers, Théâtre de la Métaphore, La Filature
- 1994 : Les Estivants de Maxime Gorki, mise en scène Lluís Pasqual (es), Odéon-Théâtre de l'Europe
- 1994 : Henry VI de William Shakespeare, mise en scène Stuart Seide, Festival d’Avignon, Théâtre de Gennevilliers, tournée
- 1995 : Henry VI de William Shakespeare, mise en scène Stuart Seide, La Ferme du Buisson, Théâtre de Nice
- 1996 : L'Idiot d'après Fiodor Dostoïevski, mise en scène Joël Jouanneau, Théâtre national de Strasbourg
- 1996 : Le Roi Lear de Shakespeare, mise en scène Georges Lavaudant, Odéon-Théâtre de l'Europe, TNP Villeurbanne, Théâtre national de Strasbourg
- 1997 : Sertorius de Corneille, mise en scène Brigitte Jaques, Théâtre de la Commune
- 1998 : Le Menteur d'après Carlo Goldoni, mise en scène François Kergourlay, Théâtre Firmin Gémier / La Piscine
- 1998 : Michel Leiris à Gondar d'après Michel Leiris, mise en scène Geneviève Rosset, Théâtre International de Langue Française
- 1998 : Théâtres d'Olivier Py, mise en scène Michel Raskine, Théâtre du Point du Jour
- 1998 : Le Guetteur d'après Cahit Atay, mise en scène François Kergourlay, Théâtre Firmin Gémier Antony
- 1999 : Les Dingues de Knoxville de Joël Jouanneau, mise en scène de l'auteur, Théâtre de Nice, Nouveau théâtre d'Angers, Théâtre de l'Est parisien, Théâtre national de Strasbourg
- 1999 : Théâtres d'Olivier Py, mise en scène Michel Raskine, Festival d'Avignon
- 2000 : Théâtres d'Olivier Py, mise en scène Michel Raskine, Théâtre de la Ville
- 2001 : Dom Juan de Molière, mise en scène Gilbert Rouvière
- 2001 : Mesure pour mesure de William Shakespeare, mise en scène Jacques Nichet, Théâtre national de Toulouse, tournée
- 2002 : Mesure pour mesure de William Shakespeare, mise en scène Jacques Nichet, tournée
- 2002 : Le Diable en partage de Fabrice Melquiot, mise en scène Emmanuel Demarcy-Mota, Théâtre de la Bastille, Comédie de Reims
- 2004 : Ma vie de chandelle de Fabrice Melquiot, mise en scène Emmanuel Demarcy-Mota, Comédie de Reims, Théâtre des Abbesses
- 2004 : Rhinocéros d'Eugène Ionesco, mise en scène Emmanuel Demarcy-Mota, Comédie de Reims, Théâtre de la Ville
- 2005 : Marcia Hesse de Fabrice Melquiot, mise en scène Emmanuel Demarcy-Mota, Comédie de Reims, Théâtre des Abbesses
- 2006 : Dommage qu'elle soit une putain de John Ford, mise en scène Yves Beaunesne, Théâtre de Saint-Quentin
- 2006 : Rhinocéros d'Eugène Ionesco, mise en scène Emmanuel Demarcy-Mota, Théâtre de la Ville, tournée
- 2006 : Marcia Hesse de Fabrice Melquiot, mise en scène Emmanuel Demarcy-Mota, Théâtre de la Ville
- 2007 : Homme pour homme de Bertolt Brecht, mise en scène Emmanuel Demarcy-Mota, Théâtre de la Ville, Comédie de Reims
- 2007 : Le Roi Lear de William Shakespeare, mise en scène André Engel, Odéon-Théâtre de l'Europe Ateliers Berthier, tournée
- 2008 : Homme pour homme de Bertolt Brecht, mise en scène Emmanuel Demarcy-Mota, Comédie de Reims, tournée
- 2008 : Wanted Petula de Fabrice Melquiot, mise en scène Emmanuel Demarcy-Mota, Comédie de Reims
- 2009 : Sous l'œil d'Œdipe de Joël Jouanneau d'après Sophocle, Euripide, mise en scène de l'auteur, Théâtre Vidy-Lausanne, Festival d'Avignon, Théâtre de la Croix-Rousse, MC2, tournée
- 2009 : Casimir et Caroline d'Ödön von Horváth, mise en scène Emmanuel Demarcy-Mota, Théâtre de la Ville, tournée
- 2010 : Casimir et Caroline d'Ödön von Horváth, mise en scène Emmanuel Demarcy-Mota, Théâtre de la Ville, tournée
- 2010 : Sous l'œil d'Œdipe de Joël Jouanneau, mise en scène de l'auteur, Théâtre de la Commune, Théâtre national de Strasbourg, tournée
- 2010 : Docteur Faustus de Christopher Marlowe, mise en scène Victor Gauthier-Martin, Théâtre de Carouge, Théâtre de la Ville, tournée

## Filmographie
- 1986 : Désordre d'Olivier Assayas
- 1986 : La Gageure des trois commères dans la Série rose de Michel Boisrond
- 1988 : Les Enquêtes du commissaire Maigret, épisode : La Pipe de Maigret de Jean-Marie Coldefy TV
- 1989 : Dédé de Jean-Louis Benoît
- 1989 : Les Cinq Dernières Minutes : Les Chérubins ne sont pas des anges de Jean-Pierre Desagnat
- 1999 : Haut les cœurs ! de Sólveig Anspach

## Distinctions

### Nominations
- Molières 1991 : nomination au Molière de la révélation théâtrale masculine dans Les Enfants Tanner de Robert Walser, mise en scène Joël Jouanneau, Théâtre de la Bastille